# 綾音まこ
綾音 まこ（あやね まこ、9月24日 - ）は、日本の女性声優。兵庫県出身。元アトリエピーチ所属。桃塾（5期生）修了。主にアダルトゲームに出演している。

## 経歴
小学校3年生の時、仲の良かった友達とそうでない友達とで緊張から態度を変えてしまっていたことから、友人から声優という職業を教えてもらったことがきっかけでその道を目指した。このとき初めて声優という職業があることを知り、声優になりたいと思い始めたという。以来声優になりたいという思いは一度もぶれることなく、桃塾に5期生として入塾し、大野まりなのもとでアダルトゲーム声優としての勉強を重ねた。修了後はアトリエピーチ（ジュニア）所属となり声優としてデビューした。デビューから間もない2013年には、INTERHEARTから発売された『ねえちゃん、もう出ちゃうよ! 〜淫姉は俺の愛玩具〜』ではメインヒロインである紺乃 ほのかを演じた。綾音本人はこの配役について2024年の「BugBug」とのインタビューの中で詳細不明としつつも、事務所が候補として選出したのではないかと推測している。また、桃塾で学んだことが役に立った一方、それまでは美少女ゲームに触れたことがなく、体験版を数本遊んでから収録に臨んだと振り返っている。
2014年に発売された『あねよめカルテット』で花菱 杏役を演じたことで、ツンデレ役や性格がきつい役のオファーが来るようになり、綾音の得意なキャラクターをつかむきっかけとなった。
2016年よりまきいづみが顧問（主宰）を務める「美少女ゲーム声優ユニット部（仮）」に、2年メンバーとして参加している。
2018年6月1日をもってアトリエピーチを退所し、 フリーとなった。

## 人物
声優としての目標は、「困ったときは綾音まこを呼べば間違いない」と言われる役者になること。
趣味は歌、ねこカフェめぐり。

## 出演

### PCゲーム

#### 2013年
- ねえちゃん、もう出ちゃうよ! 〜淫姉は俺の愛玩具〜（紺乃 ほのか）[6]

#### 2014年
- 催眠クラス 〜女子全員、知らないうちに妊娠してました〜（土井 沙耶香）[7]
- PRETTY×CATION（朝霧 咲良）[8]
- 超催眠術学園（赤池 白夜）[9]
- 催眠パラノイア（西枝 花鈴）[10]
- 女子のおしっこいじめ〜女子便くんといわれたボクの6年間〜（陽子）[11]
- リア充クラスメイト孕ませ催眠（謎のメイドさん）[12]
- あねよめカルテット（花菱 杏）[13]
- しすたーすきーむ3（範田 さゆみ）[14]
- OH!! マイクロマン 〜小さくなって女の子の色んなトコロに入っちゃお!〜（間鹿 まどか）[15]

#### 2015年
- 生イキJKが語る 痴漢電車（卜部 乃々香）[16]
- 悪魔娘の看板料理（サシィアーネ）[17]
- カミツレ〜7の二乗不思議〜（荒垣 晶）[18]
- ねえちゃん、ごめん出しちゃった!〜おねえちゃんは僕専用〜（霧島 立華）[19]
- 裏技スペクトラム（中里 知世）[20]
- な妹き!（御巫 愛鳥）[21]
- 幻聖神姫LINEAGE -セイクリッドリネージュ-（ティエルナ＝アエルライド＝スローネ/セイクリッドクレール）[22]
- 催眠隷姫（ナウシェスカ）[23]
- あねよめコンチェルト（花菱 杏）[24]
- 堕ちていく聖戦使 ルナティックエンジェルズ 〜 私の淫らなココロ、覗かれたら……もぅ我慢できない……〜（神堂 静香）[25]
- 孕ませ催眠姦 JKと絶倫キモオヤジ（来生 ほとり）[26]
- 人妻スイミング倶楽部（汐宮 志保）[27]
- 巨乳ファンタジー3（パイア）[28]
- 空色イノセント（椿 亜美）[29]
- その古城に勇者砲あり!（ティーナ）[30]
- わんにゃん☆アラモード! 〜どっちにするの?わんにゃんHなカフェ事情!〜（文子・豆柴・シェパード）[31]
- 血染めの花（名色 菫）

#### 2016年
- 催眠クラスWONDERFUL〜女子全員、知らないうちにまた妊娠してました〜（土井 沙耶香、渡瀬 はるこ）[32]
- 魔法少女の謝罪は全裸で土下座! 〜屈辱に濡れるごめんなさい〜（柏木 セレナ）[33]
- 甘えかたは彼女なりに。（笹丸 政美）[34]
- オモカゲ 〜えっちなハプニング!? なんでもどんとこい!〜（一之瀬 湊）[35]
- グリモ☆ラヴ 〜放課後のウイッチ〜（紫延 七水）[36]
- 神楽花莚譚 追加シナリオパック（麻夜 観月）[37]
- アイツに調教されるとドMな私は感じちゃう（天条 舞）[38]
- ギラ星アイドル裏プロジェクト（川端 芽衣）[39]
- プラネット ドラゴン（真城 ルウ）[40]
- 俺に彼女ができてから妹たちの様子がおかしい!?（甘利 絢）[41]
- 小悪魔発育チュ〜!（深山 りな）[42]
- ヤンホモ兄に愛されすぎて友達ができない！（名色菫）

#### 2017年
- いじめっ子の爆乳母ガチ孕ませ制裁! ～ドSな女社長ママをエロ酷いことで悦ぶドMオナホにしてやった♪～（芹沢 久美子）
- 大阪AWAKING（心斎橋 頼華）
- 巨乳ファンタジー3if（パイア）
- 催眠学園2年生（北条 すみれ）
- しごカレ ～エッチな女子大生とドキ×2ラブレッスン!!～（竹見 依里子）
- 姉姉W催眠2 ～巨乳女上司痴漢、巨乳人妻寝取り、鬼畜中出しで孕ませてやる!～（日和 結花）
- 強気なガテン系爆乳姐御を巨根でドマゾな孕ませオナホにしたバイト性活（石蕗 霧香）
- 手垢塗れの堕天使（遠野 留美）
- ドSなOL女王様 ～年下の部下にM男調教される上司～（杉本 彩音）
- 呪いの魔剣に闇憑き乙女（ルシアベリル）
- 働くオタクの恋愛事情（日浦 智海）
- はにデビ! Honey&Devil（高宮 遙花）
- ビッチ学園が清純なはずがないっ!!?（成田 茱萸）
- 眠れぬ羊と孤独な狼 -A Tale of Love, and Cutthroat-（ダルマ女）
- 星空TeaParty えくすとら ～「恋愛」はじまりました!～（赤城 こころ）
- らぶらぶシスターズ ～花嫁＆姉妹達とのドキドキハーレム生活～（プニーナ・マルナ・フェアケル）
- 領地貴族（エリー）

#### 2018年
- アイラブ 恋する乙女はキカイ仕掛け（ルクス）
- 悪魔聖女 ～デーモンガール・ステップ～（魔法少女ダークチェリー、山村雲 京香）
- 委員界の異端者 ～IINCHO-Re.co～（メアリー・ショルジニ）
- 異世界に召喚された俺は寝取られスキル持ちだった!?（メルクーリオ・スメイル）
- お兄ちゃん、朝までずっとギュッてして!（女未 そら）
- 俺に彼女が出来てから妹たちの様子がおかしい!? アフターストーリー（甘利 絢）
- カテキョしちゃお! ～ひとつ屋根の下、むひょひょ合宿物語～（蛯原 真里奈）
- ケモノ娘の育て方（加賀谷 佳菜）
- その大樹は魔界を喰らう！(チーキュ)
- こねこねこねこ（猫屋 虎雛）
- これからアナタを奪うから!!! -ユウワク・ソウダツ・シスターズ-（パトリシア・ブラウン）
- 催眠学園1年生（北条 すみれ）
- ずっと前から女子でした（五辻 あきら）
- その大樹は魔界を喰らう!（チーキュ）
- てんぷれっ!!（望月 ルリ）
- 夏汁100%（水乃宮 志帆）
- ネムれる園の少女たち（椚 忍乃）
- ハタラカナイはにーらいふ（日下部 あすか）
- 緋奈沢智花の絶対女王政（笹島 ケイトリンステラ）
- ひとつ屋根の、ツバサの下で（東郷 桃）
- 封緘のグラセスタ（ミクリ・ロキ）
- マジック&スラッシュ -見習い冒険者リルのHな大冒険-（ターニャ）
- 魔法少女イノリ ～異種姦孕ませ・無限淫獄～（リリス）
- もっと!孕ませ!炎のおっぱい異世界エロ魔法学園!（カシュニア＝ブラッド＝クラウゼル）[43]
- ヤンキーな彼女が大嫌いな悪友に肉オナホ扱いされてマゾ豚になる話 ～チクショウ! 他の男なんてイヤなのにイキすぎておかしくなっちまうっ!!（藤森 亜里沙）
- ラブコーディネーション!（守瀬 祈莉）
- Love×Holic ～魅惑の乙女と白濁カンケイ～（蒼江 舞凍、グラァネ&グリモ）

#### 2019年
- アマアネ -My Sweet Sister-（深谷 ネネ）[44]
- ALL×CATION（朝霧 咲良）[45]
- ALPHA-NIGHTHAWK（箱根 ミリヤ）[46]
- イブニクル2（ボニー・カラー）[47]
- 幼なじみのお姉ちゃん先生とHでナイショな関係!?（与倉 來花）[48]
- お兄ちゃん、朝までずっとギュッてして! 夜までもっとエッチして!（女未 そら）[49]
- カスタムオーダーメイド3D2 キャラクターパック 高飛車で生意気なお嬢様（高飛車で生意気なお嬢様）[50]
- 家属 ～母と姉妹の嬌声～（富沢 絵莉栖）[51]
- 金色ラブリッチェ -Golden Time-（エキスナ）
- 催眠術4（望月 真琴）[52]
- 巣作りカリンちゃん（ミダリ）[53]
- 絶対服従プリンセス ～姫辱革命録～（レミス・ロメルタニア）[54]
- 姉姉W催眠DX ～催眠で6人の巨乳姉達を貪り孕ます欲望の宴!～（日和 結花）[55]
- NekoMiko（かえで）[56]
- はるかどらいぶ! Plus Edition（アイシア・ローレン）[57]
- 僕と彼女の淫らな宴（山戸 紗季）[58]
- 娘のミライ ～愛しい娘が快楽に堕ちる時～（愛田 未来）[59]
- モンスターが支配する異世界で魔物使いになって孕ませハントで救世主になる ～人間如きが我らと生殖?身の程を知れ!～（ファフニール）[60]
- 妖花の園（山本 花音）[61]
- リアライブ（美大和 咲月）[62]
- 隷属の姫騎士姉妹 終わらないオークの永久苗床（デイジー・モス）[63]
- ままごと～ママとないしょのエッチしましょ～（北川亜季）
- 巣作りカリンちゃん（ミダリ）

#### 2020年
- 魔王が遺した刻淫 ～帰城と言う名のイキ地獄～（アンネリーズ・デュシャルヌ）
- 爆乳淫辱霊媒師（ハナ）
- プリンセスハートリンク ～剣姫たちの艶舞～（古仲 まひろ）[64]
- MamaxHolic〜魅惑のママと甘々カンケイ〜（蒼江 舞凍[65]）
- BETA-SIXDOUZE（イライザ）[66]
- 淫獄の姫騎士姉妹 ～オークの家畜苗床～（ミュリエル）[67]
- アママネ2（七海 ユリ）[68]
- 一途な(処女→)彼女と恋したい (曽原 静音)[69]
- 妖花の園II（山本 花音）[70]
- プリンセスクライシス（セレスティア・ワーズワース）[71]
- 隷嬢管理棟 ～制服少女たちの搾乳隷属記～（双川 美春）[72]

#### 2021年
- いきなりサキュバス ～いちゃらぶ搾精ライフ～ (水樹 ねむ)[73]
- エスカノ ～ちょっとSな彼女は好きですか?～ (御堂 さゆり)[74]
- ぱられるAKIBA学園 (聖女サファイア)[75]
- 天結いラビリンスマイスター (クシェル・イェーグ)
- 鉄と裸外伝 〜略奪の暴風〜 (ユーリア＝バラーシュ)[76]
- プリンセス☆シスターズ！ ～四姉妹は全員あなたの許嫁～ (アニス＝ハルフォード)[77]
- ねぇねぇ姉（長岡 璃燈）[78]

#### 2022年
- VenusBlood Savior（ヒミカ・コノハナ）[79]
- サキュありアパート（夢乃 みやび）[80]
- 一途な(処女→)彼女と恋したい ver.広橋るな (曽原 静音)[81]
- マガツバライ X-rated（朧々院 西環）[82]
- 爆乳ナース調教 ～夜姦シフト悦楽カルテ～（石玖 なぎさ）[83]
- ROOMガール（アイドルタイプA）[84]
- FLIP＊FLOP 〜INNOCENCE OVERCLOCK〜（望田 文緒）[85]
- MemoryBlue（志藤 紗絵）

#### 2023年
- ラブカフェ ～童貞な俺でも、巨乳女先輩と同棲できるってマジですか？～（篁 菫子）[86]
- MemoryBlue（志藤 紗絵）[87]
- サクラノ刻 -櫻の森の下を歩む-（中村 麗華）[2]
- ワケありJK従属学園 ～強制絶頂は終わらない～（水瀬 花鈴）[88]
- GAMMA DIMENSION ～ALPHA&BETA FAN DISK～（イライザ、箱根 ミリヤ、フロッピー）[89]
- 配信者の頂点に俺はタツ! すべてを奪え!目指せ100万射精!!（阿佐比 紗弥）[90]
- 戦国†恋姫EX参～毛利家の絆編～（木下 ちい子 秀長）[91]
- 姦裏人 冷徹令嬢は学園寮に沈む（姫乃 皐月）[92]
- 艶嬢学園 ～【炎上女子】を指導せよ！～ (阿多古 由為)

#### 2024年
- 夜勤病棟リメイク（苅野 真）[93][2]
- GEARS of DRAGOON 3 ～竜刻のレガリア～（サクヤ）[2]
- 刹那にかける恋はなび（滝川 小鞠）[2]
- アンラベル・トリガー[94]
- 完堕ちXギャル母娘 ～マジ気持ちイイ! アタシの肉オナホにされちゃう～（桐谷 育美）
- 奈落ノ胤 ～堕淫調教SLG～（園田 早月）
- シークレットラブ(仮)（草野 なつめ）
- 刹那にかける恋はなびSS 小鞠とワンルーム（滝川 小鞠）
- 艶嬢学園2 ～熾天使たちの花園～（狐塚 聖楽）
- 幻聖剣姫セイクリッドアーク（セイクリッドクレール(ティエルナ＝アエルライド＝スローネ)）
- 鏖殺ノ乙女.（雫音 ダオナルト）
- 恋愛弱者な幼馴染少女と恋愛強者な彼女（加藤 愛[95]）

#### 2025年
- おっぱいでかいナースとイチャコラエロ×2入院生活!?（阿賀野 ヒナタ[96]）
- Venus Blood VALKYRIE（オーディン）
- 神楽奇譚～椿の章～（一条 椿）
- ヒミツの合宿 -スク水ヒップに溺れたい-（相生 萌）

### 同人ゲーム
- 悪女の栄冠（鳥風 裕香）[97]
- 俺は悪の戦闘員〜女首領の手先になって正義のヒロインをヤる！（乳元帥ホルスティン）[98]
- 禁忌劣情 ～淫らな欲望に魅せられて～
- ちょいワル少女の初体験〜本当は怖かったの〜（篠原 貴美）[99]
- 夏休み明けの彼女は… ～チャラ男好みの黒ギャルビッチに～（天河 花奏）[100]
- ビッチはじめました〜特濃快楽の虜となった黒髪乙女、千百合〜（菅原 千百合）[101]
- 本番有り! 人妻デリバリーR ～どこかで見た美人妻たちと～
- 邪娠娼館 -淫乱巨乳母娘生贄儀式-（嵩原 恋）
- 素晴らしき国家の築き方 (ロロナ)
- 姦禁病棟 ～巨乳痴女ナースの入淫看護記録～（椎那 智紗）
- 聖光閃姫ポニーセレス（守崎 ユイ）
- アメリ・ブランシェットは何度も堕ちる ～カレドニー魔法学院と繰り返す一週間～（アメリ・ブランシェット）[102]

### コンシューマーゲーム
- アママネ2（七海 ユリ）
- マガツバライ（朧々院 西環）

### ブラウザゲーム
- にじげんカノジョ（芹沢 凛）

### オンラインゲーム
- エロがく〜エロと科学と学園モノ〜[1]
- イクシーズ[1]
- 大冒険！ゆけゆけおさわりアイランド[1]
- 乳忍者BURST!! 〜乳ボンバーで学園統一!〜[103]
- アイドルうぉーずZ〜100人のディーバと夢見がちな僕〜（花園 万梨阿）[104]
- 神姫PROJECT（ベレヌス[2]）
- フリージング エクステンション（ガネッサ・ローランド、オードリー・デュバル[105]）
- ドキドキ☆病んでミック（多根灯 円）
- X-Overd～羅針盤の輝き～(廻孤根 寧々)
- 天穹ノ彼方の錬星郷（高宮 遙花）
- スクールさーばんつ! (橘川 綾花、清川葵)
- アイオライトリンク（ルクルク、ミカド、リレンダ、エルモ）
- アートワール魔法学園の乙女たち (クラウディア)
- ジェミニシード(イヅル)
- 戦乱プリンセス（茶々、明智光秀、大友宗麟、天海、平時子、前田利長、賀茂忠行、最上義光、武田信玄）
- ふるーつふるきゅーと!R (パパイヤ、パッションフルーツ、グァバ)
- 宝石姫 JEWEL PRINCESS（ペリドット、ブラックパール）
- 凍京NECRO＜トウキョウ・ネクロ＞ SUICIDE MISSION (ティファニー、日裏涙子、暁月れいな、御子神和泉、ランヤオ)
- 要塞少女（ミルヤ、リューリア）
- 放置少女〜百花繚乱の萌姫たち〜（趙雲、太史慈、卞氏、ホウ徳）
- 超昂大戦 エスカレーションヒロインズ（エスカ・トパーズ / 春雛うらら）[106][107]
- ミナシゴノシゴト(メソポタミア)
- 宝石姫 Reincarnation（アナンダライト）

### OVA
- あねよめカルテット
  - 上巻 キャリアウーマンな姉と!!（花菱 杏）[108]
  - 下巻 甘やかし系お姉ちゃんといたずら好きお姉ちゃん（花菱 杏）[109]
- PRETTY×CATION THE ANIMATION #2 姉妹の初恋（朝霧 咲良）[110]
- 魔女は結局その客と。。。THE ANIMATION（レオ）

### スマートフォンアプリ
- kikel.jp[1]
  - 月のてんし（絵本朗読）
  - したきりすずめ（絵本朗読）

### 歌
- 同じ歩幅で、ずっと（『PRETTY×CATION』ED 咲良ver.）
  - 歌：朝霧咲良
- Cinematic,Romantic（『ラブラブバースデーコレクション vol.4 -朝霧 咲良-』収録 キャラクターソング） 
  - 歌：朝霧咲良
- 恋色☆アラモード（『わんにゃん☆アラモード！』オープニングテーマ）
  - 歌：大野まりな、藤邑鈴香、綾音まこ、八尋まみ、風花ましろ

### ラジオ
- プラスになるラジオ（第1回 - 第57回）[111]
- 神プロRADIO!（2023年4月より、水野七海との共同司会を務めている[2]）